# 준갈색왜성

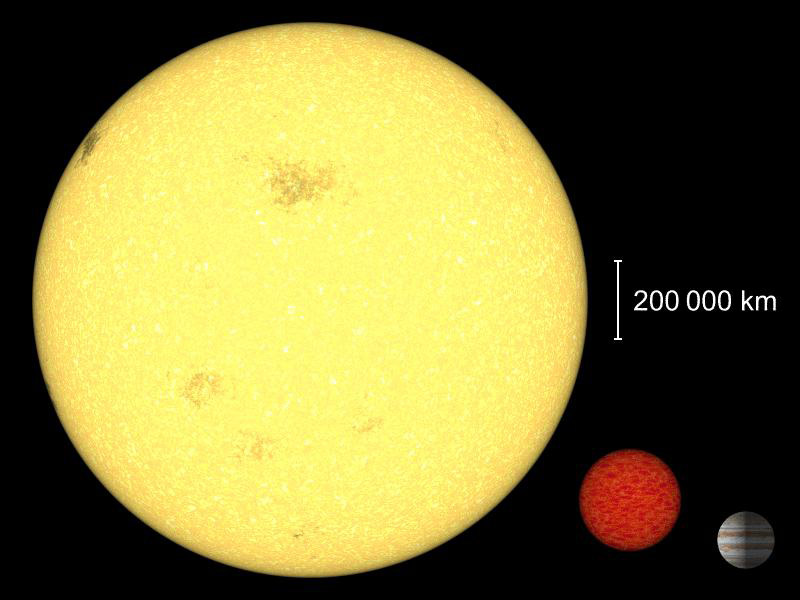
태양과 준갈색왜성 Cha 110913-773444, 그리고 목성의 크기 비교.

준갈색왜성(Sub-brown dwarf)은 갈색 왜성 중에서 질량이 작은 천체를 일컫는 말이다. 준갈색왜성의 질량은 대략 목성의 13배 이하이다. 그나마 중수소나 리튬을 핵융합할 수 있는 갈색왜성과 달리 준갈색왜성은 핵융합 자체가 불가능하며 중력에 의한 수축열만을 발열하기 때문에 표면 온도가 높지 않다. 핵융합 반응 자체를 할 수 없기 때문에 일부 학자들은 질량이 큰 목성형 행성으로 취급하기도 한다.
준갈색왜성은 항성이 생성되는 과정과 같이 가스 구름이 뭉쳐서 태어났다고 예상하고 있다. 준갈색왜성과 행성을 구별하는 기준은 뚜렷하지 않다. 준갈색왜성이 항성 주위 미행성으로부터 생겨났다면 이를 행성으로 불러야 한다는 의견도 있다. 최소 질량 한계는 목성 질량 정도로 보며 2007년에는 목성 질량의 3배인 후보 행성이 발견되었다.
널리 지지는 못 받지만, IAU Extrasolar Planets에서 내린 정의는 '다른 항성의 주위를 돌고 있지 않으면서 목성의 13배 이하 질량을 갖는 천체'이다. 이는 '떠돌이 행성'의 정의와 같다.

## 준갈색왜성일 것으로 추측되는 천체
- 2M1207b
- SCR 1845-6357 B
- Cha 110913-773444

## 같이 보기
- 가스행성
- 갈색왜성
- 적색왜성